# 秋元春朝
秋元 春朝（あきもと はるとも、1881年〈明治14年〉9月10日 - 1948年〈昭和23年〉5月13日）は、大正から昭和前期の政治家、華族。貴族院子爵議員。旧姓・毛利、旧名・寛三郎。

## 経歴
東京府出身。子爵・毛利元功の三男として生まれ、子爵・秋元興朝の婿養子となる。1904年（明治37年）学習院高等科を卒業。イギリスに留学し、1908年（明治41年）、バーミンガム大学商科を卒業した。養父・興朝の死去に伴い、1917年（大正6年）5月15日、家督を相続して子爵を襲爵した。
1912年（明治45年・大正元年）以降、拓殖局嘱託、拓殖局総裁秘書官兼逓信大臣秘書官、鉄道大臣秘書官、日英博覧会事務局嘱託、英皇太子接伴準備委員、帝都高速度交通営団監事、鉄道会議議員、海事審議会委員、上毛電気鉄道相談役などを務めた。
1925年（大正14年）1月24日、補欠選挙で貴族院子爵議員に選出され、研究会に属して1947年（昭和22年）5月2日の貴族院廃止まで在任した。

## 親族
- 妻 - 秋元光子（こうこ、養父の二女）[1]
- 長男 - 秋元順朝（埼玉銀行頭取）[1]